# Romas Ubartas
Romas Ubartas (26. května 1960 Panevėžys) je bývalý sovětský a později litevský atlet, specializující se na hod diskem, olympijský vítěz.
V reprezentaci SSSR startoval od roku 1984. Stal se mistrem Evropy v hodu diskem v roce 1986 výkonem 67,08 m. Na světovém šampionátu v Římě následující sezónu obsadil mezi diskaři šesté místo.
Na olympiádě v Soulu v roce 1988 vybojoval v diskařském finále stříbrnou medaili.
Svůj největší úspěch dosáhl až v dresu nezávislé Litvy. V roce 1992 v Barceloně zvítězil v soutěži diskařů. Olympijské zlato získal výkonem 65,12 m. Na Mistrovství světa v roce 1993 skončil v soutěži diskařů původně čtvrtý, ale následně byl diskvalifikován pro užití dopingu. Po vypršení trestu zákazu závodění už na své předcházející úspěchy nenavázal – na mistrovství světa v letech 1999 a 2001 nepostoupil z kvalifikace do finále, stejně tak skončil i na olympiádě v Sydney v roce 2000.